# 街子镇 (武胜县)
街子镇是中国四川省武胜县下辖镇，位于武胜县南部，与中心、旧县、沿口、永胜、龙庭、以及重庆市合川区的广贤等乡镇交界。全镇面积30.7平方公里，人口18718人(2000年)。镇人民政府驻街子坝，距县城沿口镇11公里。

## 历史沿革
明朝建场；清为恩永里街子坝；民国设街子乡；1991年撤乡建镇，以镇治所驻地得名。
2019年12月，撤销永胜乡，将所属行政区域划归街子镇管辖。

## 行政区划
辖16个村。
花园街社区、奶子山村、米市村、柏树垭村、屏风村、字库村、干坝子村、陆家观村、九石坎村、何家寨村、山河片村、张家滩村、王家鞍村、凉风垭村、青龙湾村、甘霖村和九湾村。

## 学校
街子初中、街子小学和村小14所。